# Programul Operațional pentru Pescuit
Programul Operațional pentru Pescuit (POP) este un program care are ca obiectiv general dezvoltarea unui sector piscicol competitiv, modern și dinamic, bazat pe activități durabile de pescuit și acvacultură în România care ia în considerare aspectele legate de protecția mediului, dezvoltarea socială și bunăstarea economică.
Programul Operațional pentru Pescuit este finanțat de Fondul European pentru Pescuit (FEP), dar va beneficia și de sprijin financiar acordat la nivel național, regional și local.
Programul Operațional pentru Pescuit este împărțit în următoarele axe prioritare:
- Axa prioritară 1: Măsuri de adaptare a flotei de pescuit comunitare
- Axa prioritară 2: Acvacultură, pescuitul în apele interioare, procesarea și marketingul produselor obținute din pescuit și acvacultură
- Axa prioritară 3: Măsuri de interes comun
- Axa prioritară 4: Dezvoltarea durabilă a zonelor pescărești
- Axa prioritară 5: Asistența Tehnică

În perioada 2007 - 2013, în total, fondurile alocate prin program sunt de 307,6 milioane de euro, din care 75% reprezintă contribuția Uniunii Europene și 25% fonduri de la bugetul de stat.
Potrivit programului, fondurile europene vor putea fi alocate, pe cele cinci axe, astfel:
- Axa 1 - 13,3 milioane euro
- Axa 2 - 140 milioane euro
- Axa 3 - 40 milioane euro
- Axa 4 - 100 milioane euro
- Axa 5 - 14,3 milioane euro